# Éléonore l'intrépide

Éléonore l'intrépide est un téléfilm français réalisé par Ivan Calbérac en 2012.

## Synopsis
L'histoire se passe au XVIIe siècle sous le règne de Louis XIV. Éléonore a 5 ans lorsque sa mère est assassinée, victime d'un complot. Elle a eu la vie sauve, car elle a été confondue avec la fille de Gaspard, un taillandier, qui a été tuée à sa place. Gaspard décide alors d'adopter Éléonore, et lui enseigne le maniement des armes. 
Quinze ans plus tard : Éléonore a 20 ans et décide de démasquer les assassins de sa famille, sous l'identité d'une héroïne masquée. Celui qui avait été accusé du meurtre de sa famille s'est échappé des galères et revient dans le village. Après une première rencontre houleuse avec Éléonore, ils deviennent alliés pour retrouver les assassins. Éléonore se demande si son allié n'est pas son père.
Éléonore essaie aussi de protéger un couple de protestants (une sage-femme et son mari). 
Entre l'officier qui dirige les forces de l'ordre et elle, une tendre idylle commence à se nouer.

## Fiche technique
- Titre : Éléonore l'intrépide
- Réalisation : Ivan Calbérac
- Une scénario de : Anne-Charlotte Kassab, Éric Delafosse et Ivan Calbérac
D'après un sujet original de: Anne-Charlotte Kassab et Éric Delafosse
Directrice littéraire : Mari Mouazan
- Directeur de la photographie : Stefano Paradiso
- Musique : Laurent Aknin

- Production : © K'IEN Productions - 2011 (une production David Kodsi)
- Genre : Aventures
- Durée : 1h40 minutes
- Date de diffusion : 22 décembre 2012 sur France 3

## Distribution
- Valentine Catzéflis : Éléonore
- Marc Ruchmann : Renaud
- Pierre Cassignard : Tristan
- Frédéric Pierrot : Gaspard
- Pascal Elso : Liancourt
- Lucile Barbier : Gathe
- Olivier Jeannelle : Gharrois
- Thaïs Lamothe : Marie
- Loïc Houdré : Burtan
- Régis Lux : Philippe
- Grégoire Bonnet : Louis XIV
- Maëline Vourc'h : Éléonore enfant
- Agnès Claverie : Madeleine
- Anne Violet : Jeanne
- Xavier de Guillebon : Louvois
- Maylan Delmas : convive

## Tournage
Le tournage s'est déroulé entre septembre et octobre 2011 dans le département du Lot, à Martel, Gignac et dans le château de Montal à Saint-Jean-Lespinasse.